# Sarinda cutleri
Sarinda cutleri là một loài nhện trong họ Salticidae.
Loài này thuộc chi Sarinda. Sarinda cutleri được Richman miêu tả năm 1965.